# Schieß-Europameisterschaften 10 Meter 2024
Die 52. ISSF Schieß-Europameisterschaften 10 Meter 2024 fanden vom 24. Februar bis 3. März 2024 in Győr, Ungarn für die Disziplinen Gewehr und Pistole auf der 10-Meter-Distanz statt. Es traten 607 Athleten aus 41 Nationen an.

## Ergebnisse

### Erwachsene

#### Gewehr

##### Männer
| 10 m Luftgewehr | 10 m Luftgewehr | 10 m Luftgewehr | 10 m Luftgewehr | 10 m Luftgewehr | 10 m Luftgewehr | 10 m Luftgewehr | 10 m Luftgewehr |
| Nr.             | Wettbewerb      | Gold            | Gold            | Silber          | Silber          | Bronze          | Bronze          |
| --------------- | --------------- | --------------- | --------------- | --------------- | --------------- | --------------- | --------------- |
| 1               | Győr            | Patrik Jány     | 251,2           | István Péni     | 249,7           | Martin Strempfl | 227,7           |

| 10 m Luftgewehr, Team | 10 m Luftgewehr, Team | 10 m Luftgewehr, Team                                       | 10 m Luftgewehr, Team | 10 m Luftgewehr, Team                              | 10 m Luftgewehr, Team | 10 m Luftgewehr, Team                            | 10 m Luftgewehr, Team |
| Nr.                   | Wettbewerb            | Gold                                                        | Gold                  | Silber                                             | Silber                | Bronze                                           | Bronze                |
| --------------------- | --------------------- | ----------------------------------------------------------- | --------------------- | -------------------------------------------------- | --------------------- | ------------------------------------------------ | --------------------- |
| 1                     | Győr                  | NorwegenJon-Hermann Hegg Henrik Larsen Ole Martin Halvorsen | 1890,3                | UkraineSviatoslav Hudzyi Serhiy Kulish Oleh Zarkow | 1887,6                | KroatienPetar Gorša Miran Maričić Josip Sikavica | 1887,0                |

##### Frauen
| 10 m Luftgewehr | 10 m Luftgewehr | 10 m Luftgewehr | 10 m Luftgewehr | 10 m Luftgewehr  | 10 m Luftgewehr | 10 m Luftgewehr  | 10 m Luftgewehr |
| Nr.             | Wettbewerb      | Gold            | Gold            | Silber           | Silber          | Bronze           | Bronze          |
| --------------- | --------------- | --------------- | --------------- | ---------------- | --------------- | ---------------- | --------------- |
| 1               | Győr            | Anna Janssen    | 253,1           | Julia Piotrowska | 251,3           | Julia Piotrowska | 230,3           |

| 10 m Luftgewehr, Team | 10 m Luftgewehr, Team | 10 m Luftgewehr, Team                                | 10 m Luftgewehr, Team | 10 m Luftgewehr, Team                                  | 10 m Luftgewehr, Team | 10 m Luftgewehr, Team                          | 10 m Luftgewehr, Team |
| Nr.                   | Wettbewerb            | Gold                                                 | Gold                  | Silber                                                 | Silber                | Bronze                                         | Bronze                |
| --------------------- | --------------------- | ---------------------------------------------------- | --------------------- | ------------------------------------------------------ | --------------------- | ---------------------------------------------- | --------------------- |
| 1                     | Győr                  | DeutschlandAnna Janssen Anita Mangold Larissa Wegner | 1891,0                | PolenAneta Stankiewicz Julia Piotrowska Izabella Dudek | 1888,9                | UngarnEszter Mészáros Eszter Dénes Gitta Bajos | 1886,9                |

##### Mixed
| 10 m Luftgewehr | 10 m Luftgewehr | 10 m Luftgewehr                 | 10 m Luftgewehr | 10 m Luftgewehr            | 10 m Luftgewehr | 10 m Luftgewehr                  | 10 m Luftgewehr |
| Nr.             | Wettbewerb      | Gold                            | Gold            | Silber                     | Silber          | Bronze                           | Bronze          |
| --------------- | --------------- | ------------------------------- | --------------- | -------------------------- | --------------- | -------------------------------- | --------------- |
| 1               | Győr            | Anna Janssen Maximilian Ulbrich | 16              | Océanne Muller Lucas Kryzs | 12              | Isabelle Johansson Marcus Madsen | 16 (12)         |

#### Pistole

##### Männer
| 10 m Luftpistole | 10 m Luftpistole | 10 m Luftpistole | 10 m Luftpistole | 10 m Luftpistole | 10 m Luftpistole | 10 m Luftpistole | 10 m Luftpistole |
| Nr.              | Wettbewerb       | Gold             | Gold             | Silber           | Silber           | Bronze           | Bronze           |
| ---------------- | ---------------- | ---------------- | ---------------- | ---------------- | ---------------- | ---------------- | ---------------- |
| 1                | Győr             | Paolo Monna      | 239,9            | Juraj Tužinský   | 239,8            | Robin Walter     | 216,3            |

| 10 m Luftpistole, Team | 10 m Luftpistole, Team | 10 m Luftpistole, Team                                | 10 m Luftpistole, Team | 10 m Luftpistole, Team                         | 10 m Luftpistole, Team | 10 m Luftpistole, Team                                 | 10 m Luftpistole, Team |
| Nr.                    | Wettbewerb             | Gold                                                  | Gold                   | Silber                                         | Silber                 | Bronze                                                 | Bronze                 |
| ---------------------- | ---------------------- | ----------------------------------------------------- | ---------------------- | ---------------------------------------------- | ---------------------- | ------------------------------------------------------ | ---------------------- |
| 1                      | Győr                   | DeutschlandRobin Walter Michael Schwald Paul Fröhlich | 1737–56x               | TürkeiYusuf Dikeç İsmail Keleş Buğra Selimzade | 1735–55x               | UkraineOleh Omeltschuk Pawlo Korostyljow Wiktor Bankin | 1732–64x               |

##### Frauen
| 10 m Luftpistole | 10 m Luftpistole | 10 m Luftpistole | 10 m Luftpistole | 10 m Luftpistole | 10 m Luftpistole | 10 m Luftpistole | 10 m Luftpistole |
| Nr.              | Wettbewerb       | Gold             | Gold             | Silber           | Silber           | Bronze           | Bronze           |
| ---------------- | ---------------- | ---------------- | ---------------- | ---------------- | ---------------- | ---------------- | ---------------- |
| 1                | Győr             | Anna Dulce       | 239,3            | Şimal Yılmaz     | 237,4            | Zorana Arunović  | 216,1            |

| 10 m Luftpistole, Team | 10 m Luftpistole, Team | 10 m Luftpistole, Team                             | 10 m Luftpistole, Team | 10 m Luftpistole, Team                               | 10 m Luftpistole, Team | 10 m Luftpistole, Team                           | 10 m Luftpistole, Team |
| Nr.                    | Wettbewerb             | Gold                                               | Gold                   | Silber                                               | Silber                 | Bronze                                           | Bronze                 |
| ---------------------- | ---------------------- | -------------------------------------------------- | ---------------------- | ---------------------------------------------------- | ---------------------- | ------------------------------------------------ | ---------------------- |
| 1                      | Győr                   | UngarnSára Ráhel Fábián Miriam Jákó Veronika Major | 1709–48x               | UkraineYuliia Isachenko Viliena Bevz Olena Kostevych | 1703–46x               | PolenKlaudia Bres Natalia Krol Katarzyna Klepacz | 1702–44x               |

##### Mixed
| 10 m Luftpistole | 10 m Luftpistole | 10 m Luftpistole              | 10 m Luftpistole | 10 m Luftpistole                   | 10 m Luftpistole | 10 m Luftpistole                 | 10 m Luftpistole |
| Nr.              | Wettbewerb       | Gold                          | Gold             | Silber                             | Silber           | Bronze                           | Bronze           |
| ---------------- | ---------------- | ----------------------------- | ---------------- | ---------------------------------- | ---------------- | -------------------------------- | ---------------- |
| 1                | Győr             | Olena Kostevych Oleh Omelchuk | 17               | Sylvia Steiner Richard Zechmeister | 11               | Doreen Vennekamp Michael Schwald | 16 (6)           |

### Juniorinnen und Junioren

#### Gewehr

##### Junioren
| 10 m Luftgewehr | 10 m Luftgewehr | 10 m Luftgewehr | 10 m Luftgewehr | 10 m Luftgewehr | 10 m Luftgewehr | 10 m Luftgewehr | 10 m Luftgewehr |
| Nr.             | Wettbewerb      | Gold            | Gold            | Silber          | Silber          | Bronze          | Bronze          |
| --------------- | --------------- | --------------- | --------------- | --------------- | --------------- | --------------- | --------------- |
| 1               | Győr            | Bálint Kálmán   | 251,2           | Victor Lindgren | 248,9           | Patrick Entner  | 226,4           |

| 10 m Luftgewehr, Team | 10 m Luftgewehr, Team | 10 m Luftgewehr, Team                                 | 10 m Luftgewehr, Team | 10 m Luftgewehr, Team                                 | 10 m Luftgewehr, Team | 10 m Luftgewehr, Team                                  | 10 m Luftgewehr, Team |
| Nr.                   | Wettbewerb            | Gold                                                  | Gold                  | Silber                                                | Silber                | Bronze                                                 | Bronze                |
| --------------------- | --------------------- | ----------------------------------------------------- | --------------------- | ----------------------------------------------------- | --------------------- | ------------------------------------------------------ | --------------------- |
| 1                     | Győr                  | ÖsterreichPatrick Entner Johannes Kuen Florian Gugele | 1880,2                | SchwedenVictor Lindgren Pontus Kallin Frans Rasmusson | 1872,1                | ItalienTommaso Roberto Edoardo Branchini Luca Sbarbati | 1871,2                |

##### Juniorinnen
| 10 m Luftgewehr | 10 m Luftgewehr | 10 m Luftgewehr | 10 m Luftgewehr | 10 m Luftgewehr | 10 m Luftgewehr | 10 m Luftgewehr | 10 m Luftgewehr |
| Nr.             | Wettbewerb      | Gold            | Gold            | Silber          | Silber          | Bronze          | Bronze          |
| --------------- | --------------- | --------------- | --------------- | --------------- | --------------- | --------------- | --------------- |
| 1               | Győr            | Synnøve Berg    | 252,4           | Alexia Tela     | 249,8           | Mariia Stashko  | 228,5           |

| 10 m Luftgewehr, Team | 10 m Luftgewehr, Team | 10 m Luftgewehr, Team                                        | 10 m Luftgewehr, Team | 10 m Luftgewehr, Team                                    | 10 m Luftgewehr, Team | 10 m Luftgewehr, Team                                        | 10 m Luftgewehr, Team |
| Nr.                   | Wettbewerb            | Gold                                                         | Gold                  | Silber                                                   | Silber                | Bronze                                                       | Bronze                |
| --------------------- | --------------------- | ------------------------------------------------------------ | --------------------- | -------------------------------------------------------- | --------------------- | ------------------------------------------------------------ | --------------------- |
| 1                     | Győr                  | SerbienAleksandra Havran Emilija Ponjavić Ljiljana Cvetković | 1881,5                | NorwegenMartine Sve Synnøve Berg Caroline Finnestad Lund | 1879,0                | DeutschlandKatrin Grabowski Nele Stark Theresa Luise Schnell | 1875,9                |

##### Mixed
| 10 m Luftgewehr | 10 m Luftgewehr | 10 m Luftgewehr       | 10 m Luftgewehr | 10 m Luftgewehr                   | 10 m Luftgewehr | 10 m Luftgewehr               | 10 m Luftgewehr |
| Nr.             | Wettbewerb      | Gold                  | Gold            | Silber                            | Silber          | Bronze                        | Bronze          |
| --------------- | --------------- | --------------------- | --------------- | --------------------------------- | --------------- | ----------------------------- | --------------- |
| 1               | Győr            | Nele Stark Justus Ott | 16              | Aleksandra Havran Aleksa Rakonjac | 12              | Katrin Grabowski Nils Palberg | 17 (7)          |

#### Pistole

##### Männer
| 10 m Luftpistole | 10 m Luftpistole | 10 m Luftpistole | 10 m Luftpistole | 10 m Luftpistole | 10 m Luftpistole | 10 m Luftpistole | 10 m Luftpistole |
| Nr.              | Wettbewerb       | Gold             | Gold             | Silber           | Silber           | Bronze           | Bronze           |
| ---------------- | ---------------- | ---------------- | ---------------- | ---------------- | ---------------- | ---------------- | ---------------- |
| 1                | Győr             | Ivan Rakitski    | 240,6            | Andreas Köppl    | 240,3            | Luca Joldea      | 219,8            |

| 10 m Luftpistole, Team | 10 m Luftpistole, Team | 10 m Luftpistole, Team                            | 10 m Luftpistole, Team | 10 m Luftpistole, Team                                | 10 m Luftpistole, Team | 10 m Luftpistole, Team                                     | 10 m Luftpistole, Team |
| Nr.                    | Wettbewerb             | Gold                                              | Gold                   | Silber                                                | Silber                 | Bronze                                                     | Bronze                 |
| ---------------------- | ---------------------- | ------------------------------------------------- | ---------------------- | ----------------------------------------------------- | ---------------------- | ---------------------------------------------------------- | ---------------------- |
| 1                      | Győr                   | UkraineMaksym Himon Ivan Martynov Timur Pidhornyi | 1706–46x               | RumänienLuca Joldea Levente Bucsias Constantin Feraru | 1700–33x               | AserbaidschanVladislav Kalmikov Imran Garayev Haji Musayev | 1695–43x               |

##### Frauen
| 10 m Luftpistole | 10 m Luftpistole | 10 m Luftpistole     | 10 m Luftpistole | 10 m Luftpistole | 10 m Luftpistole | 10 m Luftpistole     | 10 m Luftpistole |
| Nr.              | Wettbewerb       | Gold                 | Gold             | Silber           | Silber           | Bronze               | Bronze           |
| ---------------- | ---------------- | -------------------- | ---------------- | ---------------- | ---------------- | -------------------- | ---------------- |
| 1                | Győr             | Mariami Prodiashvili | 242,2            | Manja Slak       | 237,6            | Olivia Ditta Domsits | 215,0            |

| 10 m Luftpistole, Team | 10 m Luftpistole, Team | 10 m Luftpistole, Team                                               | 10 m Luftpistole, Team | 10 m Luftpistole, Team                                       | 10 m Luftpistole, Team | 10 m Luftpistole, Team                               | 10 m Luftpistole, Team |
| Nr.                    | Wettbewerb             | Gold                                                                 | Gold                   | Silber                                                       | Silber                 | Bronze                                               | Bronze                 |
| ---------------------- | ---------------------- | -------------------------------------------------------------------- | ---------------------- | ------------------------------------------------------------ | ---------------------- | ---------------------------------------------------- | ---------------------- |
| 1                      | Győr                   | GeorgienMariami Prodiashvili Mariam Abramishvili Salome Prodiashvili | 1695–40x               | ItalienAlessandra Fait Federica Quattrocchi Cristina Magnani | 1681–37x               | DeutschlandCelina Becker Johanna Blenck Lydia Vetter | 1677–46x               |

##### Mixed
| 10 m Luftpistole | 10 m Luftpistole | 10 m Luftpistole                     | 10 m Luftpistole | 10 m Luftpistole                | 10 m Luftpistole | 10 m Luftpistole                 | 10 m Luftpistole |
| Nr.              | Wettbewerb       | Gold                                 | Gold             | Silber                          | Silber           | Bronze                           | Bronze           |
| ---------------- | ---------------- | ------------------------------------ | ---------------- | ------------------------------- | ---------------- | -------------------------------- | ---------------- |
| 1                | Győr             | Mariami Prodiashvili Giorgi Mumladze | 17               | Celina Becker Eduard Baumeister | 15               | Leyli Aliyeva Vladislav Kalmikov | 16 (2)           |

## Medaillenspiegel
| Platz  | Land          | Gold | Silber | Bronze | Gesamt |
| ------ | ------------- | ---- | ------ | ------ | ------ |
| 01     | Deutschland   | 8    | 2      | 5      | 15     |
| 02     | Ukraine       | 4    | 4      | 2      | 10     |
| 03     | Ungarn        | 3    | 2      | 4      | 9      |
| 04     | Norwegen      | 3    | 2      | 1      | 6      |
| 05     | Georgien      | 3    | 1      | —      | 4      |
| 06     | Polen         | 1    | 3      | 2      | 6      |
| 07     | Türkei        | 1    | 2      | —      | 3      |
| 08     | Österreich    | 1    | 1      | 3      | 5      |
| 09     | Italien       | 1    | 1      | 1      | 3      |
| 09     | Serbien       | 1    | 1      | 1      | 3      |
| 11     | Slowakei      | 1    | 1      | —      | 2      |
| 12     | Moldau        | 1    | —      | —      | 1      |
| 13     | Rumänien      | —    | 2      | 1      | 3      |
| 13     | Schweden      | —    | 2      | 1      | 3      |
| 15     | Kroatien      | —    | 1      | 1      | 2      |
| 15     | Schweiz       | —    | 1      | 1      | 2      |
| 17     | Frankreich    | —    | 1      | —      | 1      |
| 17     | Slowenien     | —    | 1      | —      | 1      |
| 19     | Aserbaidschan | —    | —      | 3      | 3      |
| 20     | Bulgarien     | —    | —      | 1      | 1      |
| 20     | Tschechien    | —    | —      | 1      | 1      |
| Gesamt | Gesamt        | 28   | 28     | 28     | 84     |